# Kopftuchstreit
Der Begriff Kopftuchstreit bezieht sich auf den Streit, der in verschiedenen Ländern über ein sogenanntes Kopftuchverbot geführt wird. Dabei geht es um die Frage, ob das Tragen eines Schleiers oder eines Kopftuches als Symbol einer bestimmten Auslegung des Islams in bestimmten Bereichen der Öffentlichkeit, insbesondere im öffentlichen Dienst und in seinen Ausbildungseinrichtungen, rechtlich gestattet ist oder untersagt werden soll.
Zu einem „Kopftuchstreit“ kam es in der jüngeren Vergangenheit vor allem in Frankreich und Deutschland, unter anderem, nachdem Muslimas das Tragen des Kopftuches auch im Staatsdienst und als Rechtsanwältinnen beim Auftreten vor Gericht gerichtlich durchzusetzen versuchten. Wegen der divergierenden Religionspraxis in den Glaubensgemeinschaften wird das Tragen eines Kopftuches als besonders „muslimisch“ wahrgenommen oder politisch gedeutet. So gilt das Kopftuch im europäischen Kulturkreis oft als Symbol der Unterordnung der muslimischen Frauen und wird als Stärkung fundamentalistisch-muslimischer Kreise gewertet. In manchen europäischen Ländern gibt es eine größere staatliche Akzeptanz des Kopftuches (vgl. exemplarisch die Angaben zu Österreich und dem Vereinigten Königreich).
In Ländern wie Deutschland oder Schweiz geht es um einen Konflikt zwischen der Religionsfreiheit der Bürger einerseits und der religiösen Neutralitätspflicht des Staates andererseits. Mit dem Kopftuchstreit korrespondiert auch die Frage nach einem Verschleierungsverbot, wie es seit Anfang 2010 von einigen europäischen Ländern geplant ist bzw. bereits praktiziert wird.

## Hintergrund
Ein Gebot für die muslimische Frau, ihren Kopf zu bedecken, leiten viele Muslime aus dem Koran ab (Sure 24, Vers 31 sowie Sure 33, Vers 53 und 59). In diesen Suren sei die Rede von einem – nicht näher definierten – „Kleidungsstück“, das sich die Muslima über ihren Oberkörper legen soll, so dass sie „als Gläubige erkannt und nicht belästigt“ wird. In den Versen wird nicht erwähnt, dass die Frau sich das Haar zu bedecken oder etwa das Gesicht zu verhüllen habe. Generell gibt es nur wenige Hinweise auf die weibliche Verhüllung in den kanonischen Hadith-Werken von Muhammad al-Bukhârî und Abû Dâwûd. Auch wird die Echtheit der Hadithen allgemein angezweifelt, jedoch von vielen Muslimen geglaubt und befolgt.
Eine klärende Instanz zu dieser Frage fehlt im Islam grundsätzlich. Islamische Gelehrte (Muftis bzw. Mullahs) können zwar zur Beratung in Anspruch genommen werden, ihre Ratschläge (Gutachten/Fatwas) sind aber Einzelmeinungen und nicht allgemein bindend. Es gibt deshalb unter Muslimen große Unterschiede in der Ausübung religiöser Pflichten. Allerdings enthält der Koran in der Sure 2/256 die Aussage „Kein Zwang im Glauben“, was sich unter anderem auch so interpretieren lässt, dass jede muslimische Frau für sich selbst entscheiden kann, ob sie ein Kopftuch für eine religiöse Pflicht hält und diese Verpflichtung erfüllen will. Äußerer Zwang diesbezüglich ist daher unzulässig; er existiert aber in vielen islamischen Staaten gleichwohl – teilweise sogar, wie z. B. in Saudi-Arabien, von staatlicher Seite.
Einzelne neofundamentalistische Muslime, zum Beispiel der deutsche Konvertit Pierre Vogel, vertreten die Auffassung, das Tragen eines Kopftuches sei eine religiöse Pflicht im Islam und kein Ausdruck einer politischen Haltung. Die deutsche Lehrerin afghanischer Herkunft Fereshta Ludin sagte aus, dass sie mit dem Kopftuch ihre ʿAura (deutsch: Blöße, Scham) bedecke und es somit religiös vorgeschrieben sei, ein Kopftuch zu tragen.
Frauen in zahlreichen muslimischen Ländern wie z. B. Iran, Saudi-Arabien, Sudan und Afghanistan müssen mit Repressionen bis hin zur Ermordung rechnen, wenn sie dem dort geltenden Schleierzwang nicht Folge leisten. In Deutschland erhielt die Bundestagsabgeordnete der Grünen, Ekin Deligöz, Schmähungen und Morddrohungen von radikalen Moslems, nachdem sie am 15. Oktober 2006 im Printmedium Bild am Sonntag, zusammen mit einer Gruppe von deutsch-türkischen Politikerinnen, die Musliminnen dieses Landes aufgefordert hatte, das Kopftuch („Zeichen der Unterdrückung der Frau“) abzulegen.
Für männliche Muslime gibt es ebenfalls Kleidungsvorschriften, denen zufolge sich Männer unauffällig kleiden sollen.
Beim Tragen eines Kopftuchs spielen neben religiösen und politischen Gründen vielfach auch traditionelle, kulturelle und ethnische Motive eine Rolle. Auch in anderen Kulturkreisen, zum Beispiel im orthodoxen Judentum und im Christentum, hat das Tragen von Schleiern oder Kopftüchern Tradition.

## Kopftücher im wissenschaftlichen und öffentlichen Diskurs

### Empirische Untersuchungen
Die derzeit einzige, ausdrücklich nicht repräsentative Studie zum Kopftuchstreit wurde 2006 von der Konrad-Adenauer-Stiftung erstellt. Gegenstand waren die Motive der Frauen, die sich, unterschiedlich bedingt, freiwillig für das Kopftuch entschieden, und ihre gesellschaftlichen und politischen Einstellungen. Die Angaben beruhen ausschließlich auf Selbstauskunft der Teilnehmerinnen; die Autoren nahmen Wertungen vor. Dies führte zu deutlicher Kritik und Zweifeln an der Aussagekraft der Studie. Bei 75 Prozent spielte der Vater bei der Entscheidung keine Rolle, bei 40 Prozent war die Rolle der Mutter eine große oder mittlere. Die Befragten seien aber in der Regel in einem Umfeld aufgewachsen, in dem das Kopftuch der „Normalfall“ sei; eine „bewusste rationale Abwägung“ sei nicht anzunehmen. Druck der Familie sei bei dieser „selbstverständlichen“ Entscheidung nicht nötig gewesen.

### Analysen von Rommelspacher und Kühn
Birgit Rommelspacher arbeitete heraus, dass das Kopftuch schon früh in der westlichen Orientalistik als ein Zeichen für Rückständigkeit und Frauenunterdrückung galt, und sie erinnert an den „kolonialen Feminismus“ der Kolonialmächte. Diese verstanden die Ungleichbehandlung von Frauen und Männern im Islam als frauenunterdrückend. So seien algerische Frauen von den französischen Militärs aus den Dörfern in die Städte gebracht und gezwungen worden, auf öffentlichen Plätzen den Schleier abzulegen. Nicht nur sie, sondern auch die algerischen Männer hätten dies als eine symbolische Vergewaltigung empfunden.
In westlicher bzw. kulturell moderner Sicht ist das Kopftuch zu einem Symbol der Frauenunterdrückung geworden. Zu den Kopftuchträgerinnen gehören heute jedoch auch junge, gebildete Frauen aus städtischem Milieu. In ihrer Untersuchung der Kopftuchdebatte in Deutschland stellte Rommelspacher auch die Sicht der Kopftuchträgerinnen selbst vor und verweist auf Studien über die Situation in der Bundesrepublik Deutschland von Gökce Yurdakul, Yasemin Karakaşoğlu, Sigrid Nökel und Gritt Klinkhammer. Wie diese Autorinnen geht auch Rommelspacher davon aus, dass die jungen Frauen, die sich für das Kopftuch entscheiden, darin einen selbstbestimmten Akt sähen. Sie wollten einen individuellen Standpunkt zwischen der Tradition der Eltern und der Kultur der Aufnahmegesellschaft finden; dabei setzten sie sich vom eher traditionell geprägten Islam ihrer Eltern ab und entwickelten ihre eigenen Ansichten. So könne das Kopftuch auch als mögliches Emanzipationsvehikel interpretiert werden.
Nach Rommelspacher werden beim Kopftuchstreit Themen berührt, die auch in der westlichen Kultur umstritten und teilweise auch tabuisiert seien. Es gehe dabei um das Verhältnis der Geschlechter sowie um den Stellenwert von Pluralismus und Religionsfreiheit in unserer Gesellschaft. Rommelspacher macht drei zentrale Konflikte aus:
- Widersprüche im westlichen Emanzipationskonzept
- Dominanzverhältnisse zwischen Frauen
- Säkularismus versus Religiosität

Im Kern gehe es um die Frage der Anerkennung einer anderen Kultur als einer gleichwertigen. Rommelspacher weist auch darauf hin, dass der soziale Aufstieg der deutschen Frauen und ihre berufliche Emanzipation zu einem erheblichen Teil darauf zurückzuführen sei, dass die Einwanderinnen weniger angesehene und schlecht bezahlte Arbeiten übernommen hätten. Der Emanzipationsdiskurs diene auch der Legitimierung einer besseren Stellung der deutschen Frau auf dem Arbeitsmarkt.
Aus linguistischer und diskursanalytischer Perspektive versucht der Sprachwissenschaftler Peter Kühn herauszuarbeiten, dass der Streit um das Kopftuch eine Stellvertreterdebatte sei. Abhängig von der kulturellen Prägung sei das Kopftuch für die einen ein Symbol der Unterdrückung, für die anderen ein Symbol der Freiheit. Beim „Kopftuchstreit“ stünden sich diese Positionen unvereinbar gegenüber, was zu einer Diskussionsblockade führe.

### Feministische Aspekte
Einige Frauenrechtler weisen auf die eher politische als religiöse Bedeutung des Kopftuchs hin. Ihnen gilt das Kopftuch als Symbol der Unterdrückung der Frau, als „Flagge des Islamismus“ (Alice Schwarzer).
Frauenrechtlerinnen wie Sérénade Chafik, Wafa Sultan, Irshad Manji oder Ayaan Hirsi Ali kritisieren den Islamismus und den Islam. Sie stellen fest, dass Vertreter des Islamismus vor dem Hintergrund von Wirtschaftsmigration und einer missglückten Integrationspolitik die mangelnde Bildung genutzt haben, um zu agitieren. So sei die eher politische als religiöse Bedeutung des Kopftuchs entstanden.
Das Tragen des Tuches gehe meist auf den Einfluss der konservativen, das Leben der Frauen bestimmenden, patriarchalischen Gewalt aus und sei daher keine wirklich freie Entscheidung. Ein Problem einer multikulturellen Gesellschaft ergebe sich daraus, dass viele Muslime Frauen als Menschen zweiter Klasse betrachten, denen man mit Kopftuch und Ganzkörperschleier eine schwere Behinderung und Einschränkung ihrer Bewegung und Kommunikation aufzwinge.
Die deutsch-türkische Rechtsanwältin Seyran Ateş vertritt einen klaren Standpunkt: „Es ist leicht, aus der Ferne und ohne eigene Betroffenheit das Kopftuch zu tolerieren. Für mich ist das jedoch keine Toleranz, sondern Ignoranz. Das Kopftuch und der Tschador symbolisieren in meinen Augen die Unterwerfung der Frau. Aber so lange das Kopftuch fremdbestimmt, also vom Mann bestimmt ist, werde ich mich mit den Frauen solidarisieren, die endlich das Kopftuch oder den Tschador ablegen wollen.“
Ekin Deligöz formulierte 2004: „Das Kopftuch ist ein Symbol der Frauenunterdrückung. Wer von Frauen verlangt, dass sie Kopftuch tragen, macht sie zu einem Sexualobjekt, das sich verhüllen muss.“ Die Ablehnung des Kopftuchs sei nicht nur im aufgeklärten Islam, sondern auch in den säkular-europäischen Demokratien geboten, um gleiche Menschenrechte (Selbstbestimmung und sexuelle Unversehrtheit ungeachtet der getragenen Kleidung) für alle einzufordern. Das Kopftuchtragen solle daher in staatlichen Schulen auch Schülern untersagt werden. Die Emanzipation der Muslima wird so zu einem Motor der Forderungen nach liberalen Reformen innerhalb des Islams.
Gerdlin Friedrich wies 2004 auf die Rolle des Kopftuchs als religiöses Symbol – und religiöser Pflicht – mit sexuellem Hintergrund hin: Die Kopfbedeckung bringe im Judentum und Christentum lediglich die Beziehung des Menschen zu Gott zum Ausdruck; das Kopftuch hingegen habe seine Bedeutung nur innerhalb der Geschlechterverhältnisse – die Muslimin sei nur dann zum Tragen des Kopftuchs verpflichtet, wenn ein Mann in der Nähe oder auch nur in der Nähe zu vermuten sei. Andernfalls könne sie signalisieren, dass sie für einen Mann sexuell zuständig und verfügbar sei.
Frauenrechtlerinnen, die ein selbstbestimmtes Tragen des Kopftuches befürworten, wehren sich hingegen gegen eine Sichtweise, die Muslimas zum Objekt der Deutungsversuche westlicher Frauenrechtlerinnen degradiere und ihnen die emanzipatorische Fähigkeit abspreche, sich als Subjekt selbst darzustellen und zu definieren. Weder sei die Verhüllung ein Zeichen für Unterdrückung, noch die Enthüllung ein Zeichen der Befreiung. Ebenso unzulässig sei es, Frauen mit Kopfbedeckung als Terroristinnen zu diffamieren oder ihnen zumindest Fundamentalismus- bzw. Extremismusnähe und -sympathien zu unterstellen. Niemand dürfe einer Frau ihre Bedeckung vorschreiben, niemand dürfe sie ihr verwehren. Verhüllungsgebote seien ebenso eine Menschenrechtsverletzung wie Verhüllungsverbote. Laut Özlem Topçu werde eine neue Generation islamischer Feministinnen ausgeblendet: Jene „Frauen, die ihren Glauben von patriarchalen Traditionen bereinigt sehen wollen, die ein geschlechtergerechtes Leben mit Kindern, Karriere und Kopftuch (oder auch ohne) anstreben, die eine feministische Auslegung ihrer Heiligen Schrift fordern und in einer Gesellschaft leben wollen, in der Frauen ihre Religion und gleichzeitig alle Rechte eines autonomen Individuums und verantwortungsvollen Staatsbürgers leben können“. Sie wollten „im öffentlichen Raum, der auch ihr Raum ist, sichtbar sein und dennoch ihre Religion ausstellen“. Cigdem Toprak betont, dass es beim Streit um das Kopftuch immer um Freiheit gehe: „Die Freiheit, es zu tragen, und das Kopftuch als Symbol, die Freiheit der Frauen zu beschränken.“ Einen Minirock oder ein Kopftuch zu tragen, bedeute in beiden Fällen noch nicht, frei zu sein. „Aber die Entscheidung darüber zu haben, ob Minirock oder Kopftuch – das ist die wahre Freiheit“. Reyhan Şahin zufolge „beißen sich beide feministischen Lager am Thema Kopftuch fest“. Die einen pauschalisierten es „als ausschließliche ‚Flagge des Islamismus‘ und bedien[t]en dabei antimuslimische Ressentiments“, die anderen sähen „nur die Emanzipationsgeste in ihr“ und verharmlosten „andere, für die Betroffenen sehr schmerzhafte Varianten“. Die Wahrheit liege jedoch dazwischen.
Hayrünissa Gül, Ehefrau des ehemaligen türkischen Präsidenten Abdullah Gül, die dafür eintritt, dass Frauen mit Kopftuch studieren können, sagte 2010: „Das Kopftuch bedeckt meinen Kopf und nicht mein Hirn.“
Die Debatte, die oft mit hohen emotionalen Anteilen geführt und teilweise zum Politikum wurde, weist inzwischen zunehmend auch Zwischentöne auf. So weisen beispielsweise die Frauenrechtlerinnen Naomi Wolf und Irshad Manji darauf hin, dass das Kopftuch bzw. die gesamte, oft als restriktiv dargestellte „islamische“ Bekleidung nicht zwangsläufig etwas über die Beweggründe und Empfindungen der sie tragenden Frau aussagt; vielmehr wird der Charakter einer Art „Schutzschicht“ betont, deren Einsatz aus unterschiedlichen Gründen erfolgt.
Andere Berichte beschreiben am Beispiel des Jemen die Notwendigkeit der Kleidung, um in der „Männerwelt“ ernst genommen zu werden und so die erkämpften Rechte der Frauen wahren zu können, was sich der westlichen Sichtweise üblicherweise verbirgt. Als besonders problematisch erweist sich dabei die Tatsache, dass der Einsatz der freiheitlichen Rechte zu Missverständnissen führt, da „westliche“ Frauen nicht nachvollziehen können, warum andere Frauen derartige Bekleidung als Ausdruck ihrer Freiheit freiwillig tragen. Dennoch wird darauf hingewiesen, dass es auch Frauen gibt, denen solche Bekleidung aufgezwungen wird.

### Dilemma bei öffentlichen Auftritten
Zu Diskussionen kam es darüber, dass die Integrationsbeauftragte der Landesregierung Sachsen-Anhalt, Susi Möbbeck, im Februar 2018 bei einem offiziellen Anlass, dem Betreten einer Moschee, ein Kopftuch getragen hatte. Was Möbbeck als Respekt und Rücksicht auf die geltenden Bekleidungsregeln in einem Gotteshaus darstellte, werteten Kritiker als „Unterwerfung“.

### Debatte um Kopftuchkongress
Im Mai 2019 fand am Frankfurter Forschungszentrum Globaler Islam (FFGI) ein Kongress zum Thema „Das islamische Kopftuch – Symbol der Würde oder der Unterdrückung?“ statt. Zu den Vortragenden gehörten unter anderem die Frauenrechtlerin Alice Schwarzer und die Soziologin Necla Kelek als Gegnerinnen des islamischen Kopftuchs, aber auch Befürworterinnen wie zum Beispiel die Publizistin Khola Maryam Hübsch. Im Vorfeld wurde von einer Studierendeninitiative die Absage der Konferenz sowie die Absetzung der FFGI-Leiterin Susanne Schröter gefordert. Ihr sowie mehreren Referentinnen warfen die Initiatoren „antimuslimischen Rassismus“ vor. Die Universität wies diese Forderungen umgehend zurück, und auch der Allgemeine Studierendenausschuss stellte sich hinter die umstrittene Konferenz.
Wegen des vorangegangenen Shitstorms rückte der Kongress ins Interesse der Medien, und es meldeten sich rund 700 Teilnehmer zur Tagung an. Auch die Polizei war aufgrund der heftigen Proteste präsent.

## Verbote in einzelnen Ländern

### Deutschland

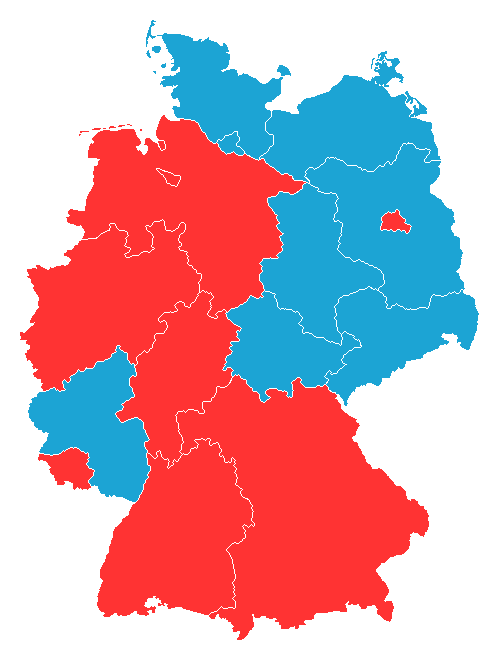
In acht Bundesländern (rot) gibt es Verbote, das Kopftuch im Schuldienst zu tragen. Stand: 2015

Folgende Bundesländer haben ein Kopftuchverbot für ihre Lehrkräfte an Schulen und Hochschulen eingeführt (Stand 2015): Baden-Württemberg, Bayern, Berlin, Bremen, Hessen, Niedersachsen, Saarland. In Rheinland-Pfalz und Schleswig-Holstein versuchte die CDU, ein Kopftuchverbot einzuführen, ebenso die DVU in Brandenburg; diese Vorstöße scheiterten in den Landesparlamenten.
In Nordrhein-Westfalen schlossen sich betroffene Lehrerinnen, Lehramtsstudentinnen und Sozialarbeiterinnen zur „Initiative für Selbstbestimmung in Glaube und Gesellschaft“ (ISGG) zusammen und wollen gegen das Gesetz vorgehen. Ende Januar 2015 befand das Bundesverfassungsgericht ein pauschales Kopftuchverbot in öffentlichen Schulen nach einem Grundsatzbeschluss als nicht mit dem Grundrecht auf Glaubens- und Bekenntnisfreiheit vereinbar, so dass mit Gesetzesänderungen neben dem Schulgesetz für das Land Nordrhein-Westfalen in den Schulgesetzen weiterer Bundesländern gerechnet wird. Ein Verbot sei nur dann gerechtfertigt, wenn durch das Tragen eine „hinreichend konkrete Gefahr“ für den Schulfrieden oder die staatliche Neutralität ausgehe. Eine abstrakte Gefahr reiche jedoch nicht aus.
Seit dem 1. Oktober 2017 ist es beim Autofahren verboten, einen Gesichtsschleier zu tragen. Die Rechtmäßigkeit dieses Verbotes in der Straßenverkehrsordnung wurde vom Bundesverfassungsgericht bestätigt.

#### Baden-Württemberg

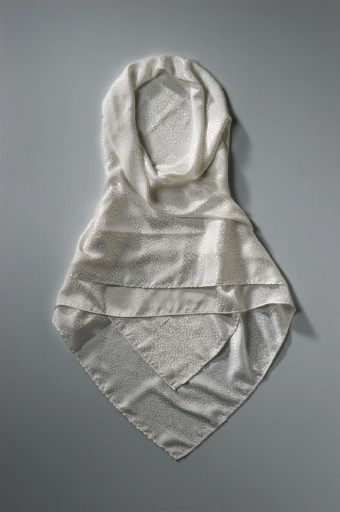
Kopftuch von Fereshta Ludin. Sie hat es besonders gern getragen. 2000 übergab sie es dem Landesmuseum Württemberg mit einer von ihr formulierten Stellungnahme „Kopftuch und das neue Jahrtausend“.

Bekannt in Deutschland ist vor allem der Fall, bei dem die muslimische Lehrerin Fereshta Ludin 1999 ihre Einstellung als Beamtin auf Probe in den Schuldienst von Baden-Württemberg anstrebte. Dies wurde ihr verweigert, da sie nicht bereit war, während des Unterrichts auf das Tragen eines Kopftuchs zu verzichten. Die Begründung der Schulbehörde lautete, das Kopftuch sei Ausdruck kultureller Abgrenzung und damit nicht nur religiöses, sondern auch politisches Symbol. Die mit dem Kopftuch verbundene ‚objektive‘ Wirkung kultureller Desintegration lasse sich mit dem Gebot des Grundgesetzes einer staatlichen Neutralität in Glaubensfragen nicht vereinbaren. Das Bundesverfassungsgericht entschied dazu (vgl. Kopftuchurteil), dass ein Verbot für Lehrkräfte, in Schule und Unterricht ein Kopftuch zu tragen, im geltenden Recht des Landes Baden-Württemberg keine gesetzliche Grundlage findet, jedoch als staatlicher Eingriff einer Gesetzesgrundlage bedarf (Wesentlichkeitstheorie). Eine entsprechende Regelung könne nicht durch eine Behördenentscheidung (oder auf untergesetzlicher Normsetzungsebene) getroffen werden, sondern müsse durch Landesgesetz geschaffen werden – ein Weg, der den Landesparlamenten freisteht, jedoch bis dann nicht beschritten wurde. Auf die Frage, ob das Kopftuch ein politisches und damit zugleich unzulässiges Symbol sei – ein Punkt, auf dem die staatliche Argumentation und der öffentliche Diskurs fußten –, ging das Verfassungsgericht nicht ein. 2004 wurde dem Schulgesetz von Baden-Württemberg in § 38 folgende Formulierung hinzugefügt:
„(2) Lehrkräfte an öffentlichen Schulen nach § 2 Abs. 1 dürfen in der Schule keine politischen, religiösen, weltanschaulichen oder ähnliche äußeren Bekundungen abgeben, die geeignet sind, die Neutralität des Landes gegenüber Schülern und Eltern oder den politischen, religiösen oder weltanschaulichen Schulfrieden zu gefährden oder zu stören. Insbesondere ist ein äußeres Verhalten unzulässig, welches bei Schülern oder Eltern den Eindruck hervorrufen kann, dass eine Lehrkraft gegen die Menschenwürde, die Gleichberechtigung der Menschen nach Artikel 3 des Grundgesetzes, die Freiheitsgrundrechte oder die 'freiheitlich-demokratische' Grundordnung auftritt. Die Wahrnehmung des Erziehungsauftrags nach Artikel 12 Abs. 1, Artikel 15 Abs. 1 und Artikel 16 Abs. 1 der Verfassung des Landes Baden-Württemberg und die entsprechende Darstellung christlicher und abendländischer Bildungs- und Kulturwerte oder Traditionen widerspricht nicht dem Verhaltensgebot nach Satz 1. Das religiöse Neutralitätsgebot des Satzes 1 gilt nicht im Religionsunterricht nach Artikel 18 Satz 1 der Verfassung des Landes Baden-Württemberg.“
2006 gab das Verwaltungsgericht Stuttgart in erster Instanz einer muslimischen Lehrerin Recht, die gegen ein Verbot auf Grundlage dieses Gesetzes geklagt hatte, da die Eingriffsermächtigung gegen den Gleichheitsgrundsatz verstoße. Das Gericht bezog sich dabei darauf, dass etwa im Schwarzwald katholische Nonnen im Habit unterrichteten. Beim Nonnenhabit könne jedoch nicht das Missverständnis entstehen, Mädchen und Frauen müssten „grundsätzlich auch einen solchen Nonnenhabit tragen, um sittlichen Geboten oder der Stellung der Frau in der Gesellschaft angemessen Rechnung zu tragen“. Der Nonnenhabit entspreche auch von der geschichtlichen Entwicklung und der öffentlichen Wahrnehmung her den christlich-abendländischen Bildungs- und Kulturwerten. Auf die Berufung des Landes bestätigte der Verwaltungsgerichtshof Baden-Württemberg am 14. März 2008 die ursprüngliche Weisung des Oberschulamts Stuttgart und hob die Entscheidung des Stuttgarter Verwaltungsgerichts auf. Die Lehrerin verstoße gegen eine Dienstpflicht aus dem Schulgesetz; die Weisung, nur ohne Kopfbedeckung zu unterrichten, sei rechtmäßig. Eine Verletzung des Gleichheitsgrundsatzes sah das Gericht nicht, weil das Schulgesetz religiös motivierte Kleidung oder andere äußere religiöse Bekundungen unabhängig von dem Geschlecht der betroffenen Lehrkraft verbietet und sich nicht speziell gegen das von Frauen getragene islamische Kopftuch oder eine entsprechende Kopfbedeckung richtet.

#### Bayern
In Bayern gilt Artikel 59 Abs. 2 Satz 3 des Bayerischen Erziehungs- und Unterrichtsgesetzes (BayEUG) als rechtliche Grundlage. Richtungweisend war hier das Urteil des Bayerischen Verfassungsgerichtshofes vom 15. Januar 2007 (Vf. 11-VII-05). Eine islamische Religionsgemeinschaft hatte Popularklage beim Bayerischen Verfassungsgerichtshof erhoben und dabei Artikel 59 Abs. 2 Satz 3 BayEUG angegriffen, in dem festgelegt wird: „Äußere Symbole und Kleidungsstücke, die eine religiöse oder weltanschauliche Überzeugung ausdrücken, dürfen von Lehrkräften im Unterricht nicht getragen werden, sofern die Symbole oder Kleidungsstücke bei den Schülerinnen und Schülern oder den Eltern auch als Ausdruck einer Haltung verstanden werden können, die mit den verfassungsrechtlichen Grundwerten und Bildungszielen der Verfassung einschließlich den christlich-abendländischen Bildungs- und Kulturwerten nicht vereinbar ist.“ Die islamische Religionsgemeinschaft begründete ihre Klage zum einen damit, dass die Vorschrift im BayEUG verfassungswidrig sei, da sie muslimische Lehrerinnen in ihrer im Artikel 107 der Bayerischen Verfassung gewährten Religionsfreiheit beeinträchtige. Zum anderen dürften Nonnen ihre Nonnentracht beim Unterrichten weiterhin tragen, so dass auch der Grundsatz der Gleichheit vor dem Gesetz im Sinne des Artikels 118 Abs. 2 der Bayerischen Verfassung verletzt sei.
Der Bayerische Verfassungsgerichtshof sah die Popularklage als unbegründet an. Die Glaubens- und Religionsfreiheit der Lehrkräfte stehe in einem Spannungsverhältnis zu den Grundrechten der Schüler und ihrer Eltern sowie zum staatlichen Bildungs- und Erziehungsauftrag. Die abwägende Einschätzung des Gesetzgebers, dass die glaubhafte Vermittlung der Grundwerte und Bildungsziele im Unterricht durch das Tragen bestimmter Kleidungsstücke gefährdet werden kann, sei verfassungsrechtlich nicht zu beanstanden. Es liege auch keine unzulässige Bevorzugung der christlichen Konfessionen vor. Bei den christlich-abendländischen Bildungs- und Kulturwerten im Gesetzestext gehe es nämlich nicht um Glaubensinhalte einer Religion, sondern um Werte und Normen, die weitgehend zum Gemeingut des abendländischen Kulturkreises geworden seien. Dass bestimmte Kleidungsstücke von Lehrkräften nicht getragen werden dürfen, ergebe sich aus diesen in der Bayerischen Verfassung verankerten Werten und aus den Bildungszielen. Somit sei die Regelung im BayEUG verfassungsgemäß. Die angegriffene Rechtsnorm, der Artikel 59 Abs. 2 Satz 3 des BayEUG, bleibt also bestehen.
Nach der Klage einer 25-jährigen muslimischen Rechtsreferendarin erklärte das Verwaltungsgericht Augsburg das Kopftuchverbot an dieser Stelle unter Verweis auf den Schutz der Religionsfreiheit für unzulässig. Zum anderen begründete das Augsburger Verwaltungsgericht seine Entscheidung vor allem mit dem Fehlen einer gesetzlichen Grundlage. Der bayerische Justizminister, Winfried Bausback, ging in Berufung. Am 7. März 2018 wurde das Urteil des Augsburger Verwaltungsgerichtes vom Bayerischen Verfassungsgerichtshof in München aus verfahrensrechtlichen Gründen aufgehoben und die Klage abgewiesen. Der Bayerische Landtag beschloss am 22. Februar 2018 ein neues Richter- und Staatsanwaltsgesetz, das das sichtbare Tragen religiös oder weltanschaulich geprägter Kleidung im Gerichtssaal verbietet. Das Gesetz trat am 1. April 2018 in Kraft. Hiergegen erhob eine muslimische Religionsgemeinschaft Popularklage. Ihrer Meinung nach verstieße das Gesetz gegen die bayerische Verfassung, weil es sich gegen eine bestimmte Religionsgemeinschaft richte und Kreuze im Gerichtssaal zugleich erlaubt seien. Am 18. März 2019 teilte der bayerische Verfassungsgerichtshof in einer Pressemitteilung mit, dass er die Klage in seiner Entscheidung vom 14. März 2019 abgewiesen habe. Das Gesetz stelle keine Diskriminierung dar, denn es seien nicht nur Muslime, sondern auch andere Religionsgesellschaften, etwa Sikh durch dieses betroffen. Das Aufhängen eines Kreuzes in einem Gerichtssaal sei der Verwaltung zuzurechnen. Deswegen würde dies keine Zweifel an der Unabhängigkeit der Richter wecken. Etwas anderes gelte für die Bekleidung der Amtsträger. Hier müsse der Staat die richterliche Unabhängigkeit der Richter gewährleisten. Deswegen sei eine unterschiedliche Handhabung in diesen beiden Fällen keine Ungleichbehandlung.

#### Berlin
In Berlin trat 2005 das kontrovers diskutierte sogenannte Neutralitätsgesetz in Kraft. Hiernach war es Beschäftigten im Bereich der Rechtspflege, des Justizvollzugs, der Polizei als auch von Kindertagesstätten verboten, innerhalb des Dienstes sichtbare religiöse oder weltanschauliche Symbole zu tragen, die für den Betrachter eine Zugehörigkeit zu einer Religions- oder Weltanschauungsgemeinschaft demonstrieren. Da dieses Gesetz auch das Tragen von religiösen Symbolen verbot, waren auch Männer durch das Neutralitätsgebot, z. B. durch Tragen von einem Kreuz oder einer Kippa betroffen. Da das Gesetz als Totalverbot religiöser Symbole im öffentlichen Dienst weit über das Kopftuchverbot hinausging, legten auch die beiden großen christlichen Kirchen Protest ein.
Am 14. April 2016 wurde vom Arbeitsgericht Berlin eine Klage einer muslimischen Lehrerin gegen das Kopftuchverbot abgewiesen. Im Februar 2017 sprach das Landesarbeitsgericht Berlin zwei angehenden Lehrerinnen, zu denen auch die Klägerin des zuvor genannten Prozesses gehörte, die an Berliner Grundschulen wegen ihres Kopftuchs abgelehnt wurden, erstmals eine Entschädigung zu. Die Regelungen des Neutralitätsgesetz sei verfassungskonform dahin gehend auszulegen, dass ein pauschales Kopftuchverbot muslimische Bewerberinnen in ihrem Grundrecht aus Art. 4 Abs 1 und 2 GG verletzten. In der Abwägung der Grundrechte sei ein Verbot auffallend religiös geprägter Kleidungsstücke nur dann, wenn nicht nur das Vorliegen einer abstrakten, sondern vielmehr einer hinreichend konkreten Gefahr für die religiöse Neutralität der öffentlichen Schulen und/oder für den Schulfrieden bestehe. Der Bildungssenat hielt weiterhin am Neutralitätsgesetz fest.
Im November 2018 wurde erneut einer muslimischen Bewerberin Schadensersatz zugesprochen. Klägerin war eine Informatikerin, die sich als Quereinsteigerin für Gymnasien, Sekundarschulen und Berufsschulen beworben hatte. Für Berufsschulen gilt das Neutralitätsgesetz nicht, da deren Schüler meist schon volljährig sind; dort habe es aber laut der Bildungsverwaltung bereits geeignetere Lehrer mit voller pädagogischer Ausbildung gegeben.
Anfang September 2020 kam es zum Streit in der rot-rot-grünen Regierungskoalition. Das Bundesarbeitsgericht hatte mit einer Entscheidung das Berliner Neutralitätsgesetz gekippt und einer Lehrerin, der man das Unterrichten mit Kopftuch verweigert hatte, eine Entschädigung zugesprochen. Das höchste Arbeitsgericht Deutschlands stellte fest, dass es versäumt worden war, ihr eine tatsächliche Störung des Schulfriedens nachzuweisen. Daraufhin trat Justizsenator Dirk Behrendt (Bündnis 90/Die Grünen) auf und interpretierte das Urteil dahingehend, dass nun auch Rechtsreferendarinnen muslimischen Glaubens vor Gericht Anklageschriften mit Kopftuch verlesen dürften. Gegen das Urteil des Bundesarbeitsgericht hat Berlin Verfassungsbeschwerde eingelegt, die jedoch nicht zur Entscheidung angenommen wurde.
Als Reaktion auf das BAG Urteil haben verschiedene Fraktionen mit Anträgen auf Gesetzesänderungen Reformvorschläge zur Änderung des Neutralitätsgesetzes in das Abgeordnetenhaus eingebracht.

#### Bremen
Die gesetzlichen Verbote des Kopftuches sind nicht anwendbar auf Referendare, also auf angehende Lehrkräfte, die das Referendariat absolvieren wollen. Der Staat hat ein Ausbildungsmonopol in der Lehrerausbildung, jedoch kann der Beruf, beispielsweise an Privatschulen, auch bei freien und privaten Trägern ausgeübt werden. Eine Bestimmung im bremischen Schulgesetz, die auch Referendarinnen das Kopftuch verbot, wurde vom Bundesverwaltungsgericht für nicht anwendbar erklärt, sofern der Schulfrieden nicht gestört werde.

#### Hessen
Der Staatsgerichtshof des Landes Hessen bestätigte am 10. Dezember 2007, dass ein im Herbst 2004 verabschiedetes Gesetz mit der Verfassung des Landes Hessen vereinbar ist. Dieses Gesetz untersagt nicht nur Lehrern und Professoren, sondern allen Beamten das Tragen von Kleidungsstücken, die den politischen Frieden gefährden können.

Hessens Justizministerin Eva Kühne-Hörmann (CDU) legte im April 2017 Beschwerde gegen die Eilentscheidung des Verwaltungsgerichts Frankfurt am Main ein, die es einer Rechtsreferendarin erlaubt hatte, in ihrem juristischen Vorbereitungsdienst ein Kopftuch zu tragen. Im Rahmen der Tarifrunde 2017 setzte das Land bei den Gewerkschaften des öffentlichen Dienstes ein „Burkaverbot“ (genau: Das Verbot der Bedeckung des Gesichtes während der Arbeitszeit) für Tarifbeschäftigte durch.

#### Niedersachsen
Das Verwaltungsgericht Lüneburg entschied im Jahre 2000, dass das religiöse Bekenntnis einer Lehramtsbewerberin und das hieraus abgeleitete Tragen eines Kopftuches bei der Bewerberauswahl – unter dem Gesichtspunkt der Eignung – nicht berücksichtigt werden dürfe (Art. 33 Abs. 3, 3 Abs. 3 GG, § 3 Abs. 1 NSchG). Gegen das Neutralitätsgebot an den niedersächsischen Schulen werde allein durch das Tragen eines Kopftuches noch nicht verstoßen. Die Lehrerin für Deutsch und Kunst, die 1990 zum Islam übergetreten war und im Unterricht nicht auf ihr Kopftuch verzichten wollte, hatte somit im Jahr 2000 erfolgreich vor dem Verwaltungsgericht ihre Einstellung als Beamtin auf Probe erstritten. In seiner Begründung hatte das Gericht betont, dass nur aus dem Tragen eines Kopftuches in der Schule keineswegs schon ein Eignungsmangel hergeleitet werden könne, da niemand wegen seines Glaubens und daraus hergeleiteter Kleidung benachteiligt werden dürfe. Das fand nicht nur beim ehemaligen Bundesverfassungsrichter Böckenförde (vom 20. Dezember 1983 bis zum 3. Mai 1996 Richter im 2. Senat des Bundesverfassungsgerichts) Zustimmung, sondern auch sonst in der Literatur. In zweiter Instanz wurde diese Entscheidung des Lüneburger Verwaltungsgerichts jedoch durch das Niedersächsische Oberverwaltungsgericht aufgehoben, und zwar unter Betonung des dienstherrlichen Beurteilungsspielraums im Schulrecht, der einen Schutz vor religiösen Einflüssen mitumfasse. Allerdings wurde die Revision zum Bundesverwaltungsgericht zugelassen: Hier gab die Klägerin in der Verhandlung auf und erklärte sich mit dem Unterrichten ohne Kopftuch einverstanden.

#### Nordrhein-Westfalen
Das nordrhein-westfälische Schulgesetz verbot (bis zur Änderung von 2015; siehe unten) Lehrkräften in § 57 Absatz 4, politische, religiöse, weltanschauliche oder ähnliche äußere Bekundungen abzugeben, welche die Neutralität des Landes gegenüber Schülern und Eltern oder den Schulfrieden gefährden können. Das gilt besonders, wenn der Eindruck entstehen könnte, dass Lehrkräfte gegen Menschenwürde, Gleichberechtigung nach Artikel 3 Grundgesetz oder die freiheitlich-demokratische Grundordnung auftreten. Bekenntnis- und Weltanschauungsschulen sind ausgenommen.
Einer Lehrerin wurde daraufhin 2007 wegen des Tragens eines Kopftuches gekündigt, was bis zum Bundesarbeitsgericht Bestand hatte. Im selben Jahr wurde einer langjährigen Beamtin, die 1990 zum Islam konvertiert war, das Kopftuch im Unterricht als „religiöse Bekundung“ untersagt. Ihre Gegenklage wurde vom Verwaltungsgericht Düsseldorf abgewiesen. In einem weiteren Fall wollte eine türkische Lehrerin mit einer Baskenmütze statt Kopftuch unterrichten. Mit der Begründung, dies sei nur Ersatz für das Kopftuch, wies das Landesarbeitsgericht Düsseldorf ihre Berufungsklage zurück. Die Lehrerin lehnte den Vergleichsvorschlag des Gerichts ab, statt der Baskenmütze eine Perücke zu tragen.
Das Bundesverfassungsgericht entschied im Januar 2015, dass ein pauschales Kopftuchverbot mit der grundgesetzlich garantierten Religionsfreiheit nicht vereinbar sei und § 57 Absatz 4 des Schulgesetzes dahingehend eingeschränkt werden müsse, dass das Tragen einer Kopfbedeckung als Erfüllung religiöser Pflicht nur bei konkreter Gefährdung des Schulfriedens oder der staatlichen Neutralität verboten werden dürfe.
Durch Änderung des Schulgesetzes vom 25. Juni 2015 wurde § 57 Abs. 4 SchulG aufgehoben und eine neue Regelung in § 2 Abs. 8 SchulG aufgenommen, die diese Rechtsprechung des Bundesverfassungsgerichts berücksichtigt. Kritisch hat sich der frühere Präsident des Verfassungsgerichtshofs für das Land Nordrhein-Westfalen Michael Bertrams mit dieser Neuregelung befasst und praktikable Verwaltungsvorschriften gefordert.

#### Kopftuch in Kindertagesstätten
Für den Bereich der Kindertagesstätten haben bisher lediglich zwei Bundesländer eine rechtliche Regelung für den Umgang mit religiösen Symbolen und Bekleidung getroffen: Baden-Württemberg und Berlin. Die Regelung in Baden-Württemberg ist nach der Rechtsprechung des Landesarbeitsgerichts Baden-Württemberg mit dem Grundgesetz vereinbar und verstößt insbesondere nicht gegen die positive Glaubensfreiheit der Trägerin eines Kopftuches. Diese Entscheidung wurde zwar vom Bundesarbeitsgericht bestätigt, das Bundesverfassungsgericht hob die Entscheidung aber auf und entschied, die einschlägige Vorschrift des baden-württembergischen Landesrechts sei reduzierend verfassungskonform dahingehend auszulegen, dass das Tragen eines Kopftuchs nur dann untersagt werden dürfe, wenn eine hinreichend konkrete Gefahr für die im Gesetz genannten Schutzgüter (negative Glaubens- und Bekenntnisfreiheit der Kinder, Elterngrundrecht der Eltern jener Kinder, Grundsatz der staatlichen Neutralität) bestehe. Diese konkrete Gefahr sei zu belegen und zu begründen.

#### Kopftuch bei kirchlichen Arbeitgebern
Nach einem Urteil des Bundesarbeitsgerichts (BAG) vom 24. September 2014 in Erfurt dürfen kirchliche Arbeitgeber ihren Mitarbeitern am Arbeitsplatz grundsätzlich das Tragen anderer konfessioneller Symbole verbieten, da Arbeitnehmer in kirchlichen Einrichtungen zumindest zu neutralem Verhalten verpflichtet seien. Das BAG entschied damit zugunsten des Augusta-Krankenhauses in Bochum, das einer türkischen Krankenschwester das Tragen eines Kopftuchs verboten hatte. Mit dem Urteil verwies das BAG die Klage zurück an das Landesarbeitsgericht Hamm. Es müsse noch geklärt werden, inwiefern das Augusta-Krankenhaus eine kirchliche Einrichtung sei. Mit Urteil vom 8. Mai 2015 entschied das Landesarbeitsgericht Hamm ebenfalls zugunsten des Augusta-Krankenhauses. Dieses sei ein kirchlicher Arbeitgeber. Das „Kopftuchverbot“ des Krankenhauses stehe mit dem kirchlichen Selbstbestimmungsrecht in Einklang und sei eine zulässige Maßnahme.

#### Verbot bei Juristinnen in Gerichtssälen
Die Rechtslage zum Tragen von Kopftüchern bei verfahrensbeteiligten Juristinnen in Gerichtssälen ist nicht bundesweit einheitlich. Im Februar 2020 traf das Bundesverfassungsgericht die Kopftuch-III-Entscheidung aufgrund der Verfassungsbeschwerde einer Rechtsreferendarin aus Hessen, wonach Kopftuchverbote für verfahrensbeteiligte Juristinnen und Rechtsreferendarinnen in Gerichtssälen verfassungsgemäß seien, da das Gebot der staatlichen Neutralität und Distanz in gerichtlichen Verfahren schwerer wiege als die Religions- und Berufsfreiheit. Die Entscheidung erging mit sieben zu einer Stimme, Richter Maidowski erläuterte in seinem dem Urteil angefügten Minderheitenvotum, das Kopftuchverbot sei verfassungsrechtlich unverhältnismäßig. Diese Entscheidung bedeute laut Bundesverfassungsgericht jedoch nicht, dass es fortan einen bundesweiten Zwang für ein Kopftuchverbot bei Anwältinnen und Richterinnen während der Ausübung ihres Amtes gibt.

### Österreich
Infolge der Annexion Bosniens im Jahr 1908 durch Österreich-Ungarn wurde 1912 das Islamgesetz als Ergänzung zu Artikel 14 Abs. 1 des Staatsgrundgesetzes über die allgemeinen Rechte der Staatsbürger verkündet. Darin wurde die islamische Glaubensgemeinschaft offiziell anerkannt und mit anderen Religionsgemeinschaften gleichgestellt. Nach der völkerrechtlichen Auflösung Österreich-Ungarns durch den Vertrag von Saint-Germain wurde das Gesetz 1920 in die österreichische Bundesverfassung übernommen.
Die Muslime besitzen eine weitreichende innere Autonomie. Das Tragen eines Kopftuchs gilt als eine Inanspruchnahme des Rechtes auf Religionsfreiheit, das zudem in Artikel 9 der Europäischen Menschenrechtskonvention verbrieft ist. Es gab daher in Österreich lange Zeit kein Kopftuchverbot.
Am 8. Juni 2017 wurde das Anti-Gesichtsverhüllungsgesetz (kurz AGesVG) beschlossen, das verbietet, seine Gesichtszüge an öffentlichen Orten oder in öffentlichen Gebäuden durch Kleidung oder andere Gegenstände so zu verhüllen oder verbergen, dass man nicht mehr erkennbar ist. Das Gesetz trat am 1. Oktober 2017 in Kraft.
Am 21. November 2018 beschloss der Nationalrat einstimmig ein allgemeines Kopftuchverbot in Kindergärten. Das Verbot soll als Schutzmaßnahme gegen religiöse Indoktrinierung, Sexualisierung und Stigmatisierung dienen. Die Länder sollen Maßnahmen gegen Verstöße gegen das vereinbarte Kopftuchverbot treffen. So sollen das niederösterreichische Kindergarten- und das Kinderbetreuungsgesetz geändert werden und Erziehungsberechtigten, die ihre Töchter mit Kopftuch in den Kindergarten schicken, Geldstrafen auferlegt werden.
Im Mai 2019 beschloss der Nationalrat ein Kopftuchverbot für Volksschulen. Mädchen dürfen bis zum Abschluss des Schuljahres, in dem sie zehn Jahre alt werden, kein Kopftuch tragen, das das gesamte Haupthaar oder wesentliche Teile davon verdeckt. Bei Verstößen können die Eltern mit 440 Euro Geldstrafe oder zwei Wochen Ersatzfreiheitsstrafe bestraft werden. Das Gesetz muss noch vom Bundesrat bestätigt sowie vom Bundespräsidenten beurkundet werden. Die Islamische Glaubensgemeinschaft in Österreich kündigte bereits kurz nach der Beschlussfassung im Nationalrat an, gegen das Gesetz vor dem Verfassungsgerichtshof vorgehen zu wollen. Am 11. Dezember 2020 erklärte der Verfassungsgerichtshof das Kopftuchverbot an Volksschulen für verfassungswidrig und hob es mit sofortiger Wirkung auf. Die Regelung greife eine bestimmte Religion, den Islam, ohne nähere Begründung heraus, was dem Gebot der religiösen und weltanschaulichen Neutralität des Staates widerspreche, begründeten die Verfassungsrichterinnen und -richter die Entscheidung.

### Schweiz
In der Schweiz beteiligten sich vor allem die beiden größten Detailhandelsketten Migros und Coop an der Kopftuchdebatte. Migros-Mitarbeiterinnen dürfen – wenn es hygienisch verantwortbar ist – Kopftücher tragen; Coop dagegen entschied, keine Kopftücher zuzulassen, weil die Kleidungsvorschriften darauf nicht ausgelegt seien.
Im Kanton Genf untersagten die Behörden 1996 einer Primarlehrerin, während ihrer Berufsausübung ein Kopftuch zu tragen. Der Entscheid wurde vom Bundesgericht und dem Europäischen Gerichtshof für Menschenrechte gestützt.
Im Kanton Tessin gilt seit dem 1. Juli 2016 ein Verhüllungsverbot. Allerdings wird es laut Medienberichten umgangen, indem Frauen ein Kopftuch in Verbindung mit einem medizinischen Mundschutz tragen. Im Jahr 2016 sprach sich der Nationalrat zunächst mit knapper Mehrheit für ein generelles Burkaverbot in der Schweiz aus, der St. Galler Kantonsrat schlug 2017 stattdessen ein eingeschränktes Gesichtsverhüllungsverbot im Kontakt mit Behörden und Amtsstellen vor. Ein Kopftuchverbot an Schweizer Schulen gibt es nicht.

### Frankreich
In Frankreich ist seit der Verabschiedung des Gesetzes zur Trennung von Staat und Kirche im Jahr 1905 der Laizismus offizielle Staatsdoktrin. Seitdem ist es Lehrern an staatlichen Schulen und Universitäten untersagt, im öffentlichen Unterricht „auffällige religiöse Symbole“ zur Schau zu stellen. Unklar ist, wieweit dieses Verbot auch Symbole politischer Ideologien (Roter Stern, Che-Guevara-Symbolik) betrifft. Nach langer Debatte beschloss das Parlament am 10. Februar 2004, dass das Tragen größerer religiöser Zeichen wie Kippa, Voile (Kopftuch) und Habit auch Schülern und Studenten verboten ist. Erlaubt sind lediglich kleine religiöse Zeichen, wie z. B. kleine Davidsterne oder Kreuze. In Frankreich ist der Laizismus in großen Bevölkerungsgruppen anerkannt. Kritiker sehen in dem o. g. Beschluss eine ernsthafte Einschränkung der Religionsfreiheit, während Befürworter auf republikanische Werte wie Gleichheit hinweisen. Die französische Debatte wurde auch von dem sozialen Druck und durch gewalttätige Vorfälle bestimmt, denen junge Frauen in vorwiegend muslimischen Umfeldern ausgesetzt sind. Die französische Frauenrechtsorganisation Ni putes ni soumises („Weder Huren noch Unterworfene“) spricht sich für die Beibehaltung des Schleierverbotes in öffentlichen Einrichtungen aus, da sie einigen dieser jungen französischen Frauen der Vorstädte Freiräume böten, während im Stadtteil der Schleier vielmals unumgänglich sei, um Angriffe männlicher Jugendlicher zu vermeiden. Anlässlich eines Besuches des damaligen französischen Innenministers Nicolas Sarkozy im Dezember 2003 in Ägypten erklärte Muhammad Sayyid Tantawi, Großscheich der renommierten al-Azhar-Universität in Kairo, dass das Tragen eines Kopftuchs ein göttliches Gebot sei, aber dass Frauen, die in nichtmuslimischen Ländern unter Verbotszwang lebten, von dieser Verpflichtung ausgenommen seien. Auch Soheib Bencheikh, der Großmufti von Marseille und religiöse Instanz der französischen Mittelmeermetropole, äußerte Verständnis für ein Nichttragen des Kopftuchs unter Verbotszwang. Das Kopftuchverbot für Schülerinnen zog weite Kreise. Dabei wurden im August 2004 während des Irak-Krieges die beiden französischen Journalisten Christian Chesnot und Georges Malbrunot von der militant-islamistischen Gruppe Islamische Armee im Irak entführt, die von Frankreich die Aufhebung des Verbotes forderte. Die Entführung endete im Dezember 2004, ohne dass Frankreich der Erpressung nachgegeben hätte. Das Verbot ist seit Schulbeginn am 2. September 2004 in Kraft. Am ersten Schultag weigerten sich 70 Schülerinnen, das Kopftuch abzulegen. Viele wichen auf andere Kopfbekleidungen aus. Einige Schülerinnen wechselten auf islamische Schulen oder verließen die Schule unter familiärem Zwang ohne Schulabschluss. Schülerinnen, die sich trotz Verbots weigerten, ihr Kopftuch abzulegen, mussten mit Verweisen rechnen.
Der Europäische Gerichtshof für Menschenrechte in Straßburg entschied am 26. November 2015, wer für den französischen Staat arbeite, dürfe sich nicht verschleiern. Der Europäische Gerichtshof für Menschenrechte hält die Interessen des Staates für wichtiger. Im Oktober 2018 stellte der UN-Menschenrechtsausschuss die Unvereinbarkeit der französischen Regelung mit den Menschenrechten fest. Frankreich hat 180 Tage Zeit, auf diese Feststellung zu reagieren. Am 27. August 2023 sagte Bildungsminister Gabriel Attal im französischen Sender TF1: Man wird keine Abaya mehr tragen können. Der Laizismus bedeutet die Freiheit, sich durch die Schule zu emanzipieren.

### Vereinigtes Königreich
Da das Vereinigte Königreich eine lange Tradition im Umgang mit Migranten aus Commonwealth-Staaten hat, ist die Gesellschaft sehr multikulturell geprägt. Dort sowie in Kanada erreichten die Sikhs vor den Muslimen, dass das Tragen von Turbanen für Lehrkräfte geduldet wird. Daher wurde auch den Muslimen keine Kleidung verboten. Bei Schülern gilt allgemein die Pflicht zur Schuluniform, die einen gewissen Rahmen vorgibt (z. B. Länge des Kopftuchs etc.). Das Kopftuch ist im Allgemeinen geduldet. Weiblichen Polizeikräften ist es ebenfalls gestattet, im Dienst zur Uniform ein Kopftuch zu tragen.

### Niederlande
In den Niederlanden dürfen Burkas und Nikabs nicht mehr in Krankenhäusern, in Schulen und im öffentlichen Nahverkehr getragen werden.

### Bulgarien
In Bulgarien ist das öffentliche Verhüllen auf Basis eines Gesetzes von 2016 verboten.

### Kosovo
Am Fest des Fastenbrechens, dem 29. August 2011, stimmten die Abgeordneten des Parlaments mit großer Mehrheit gegen die Einführung des Religionsunterrichts und für ein Trageverbot des Kopftuches von Schülern und Lehrpersonen in der Grund- und Mittelschule. Damit entschieden sie sich gegen eine entsprechende gemeinsame Vorlage der Parteien Allianz Neues Kosovo, Unabhängige Liberale Partei und 6 Plus. Die islamische Gemeinschaft des Kosovo kritisierte scharf das Vorgehen des Parlaments und bezeichnete es als rechtswidrig und „Messerstich in den Rücken“ – bezugnehmend auf den Zeitpunkt der Abstimmung am Abend des muslimischen Fastenbrechenfests. Islamische Gelehrte kritisierten zudem, dass das Verbot im Gegensatz zur Verfassung der Republik Kosovo stehe, da dort im Grundgesetz die Religionsfreiheit garantiert sei. Erziehungsminister Enver Hoxhaj argumentierte, dass der Kosovo aus der Sicht der Verfassung ein säkularer Staat sei und somit Staat von Religion getrennt sein müssten. Grund dieses Entscheids waren Differenzen zwischen verschiedenen Gerichtsinstanzen zum Fall einer jungen Kosovarin aus dem Jahr 2010, die wegen ihres Kopftuches nicht mehr in ihre Schule hineingelassen wurde. Die Sicherheitsbeamten hatten die Order vom Schuldirektor erhalten, keine Kopftuch tragende Personen mehr in das Gebäude eintreten zu lassen. Vom umstrittenen Fall berichtete auch die Neue Zürcher Zeitung am 8. Juli 2010. Nach dem Fall der jungen Kosovarin wurden weitere ähnliche bekannt und Mitte Juni gingen rund 5000 Personen auf die Straße, um gegen das Verbot zu protestieren.

### Türkei
Im Jahre 1937 wurde in der Türkei der Laizismus als eines der Staatsprinzipien in die damals gültige Verfassung aufgenommen. Das türkische Verfassungsgericht definierte seinerzeit Laizismus u. a. als die Befreiung der Religion von der Politisierung. Dieser Versuch einer Säkularisierung sah auch ein Kopftuchverbot vor.
Mittlerweile ist das Tragen von Kopftüchern (türban) in Behörden nicht mehr verboten. Alle öffentlich Bediensteten wie Beamte und Lehrerinnen, aber auch Schülerinnen und Studentinnen waren von dieser Regelung betroffen, die für Studentinnen 2008 aufgehoben wurde, was der führenden Partei AKP ein Verbotsverfahren vor dem Verfassungsgericht eingebracht hat, welches sie nur äußerst knapp überstand: an der für ein Verbot erforderlichen Zwei-Drittel-Mehrheit der Richter fehlte eine einzige Stimme. Aus diesem Grund studierten viele wohlhabende Frauen aus streng religiösen Familien bis zur Aufhebung des Kopftuchverbots für Studentinnen in Westeuropa, wo es eine solche Einschränkung nicht gibt. Bei Arbeitgebern außerhalb des öffentlichen Dienstes war das Kopftuch gesetzlich nicht verboten; hier galten die allgemeinen arbeitsrechtlichen Regelungen. Außerhalb des Arbeitslebens besteht nie ein Verbot. Einige Frauen umgingen das Verbot durch Tragen einer Perücke. Das Kopftuchverbot wurde auch mit polizeilichen Maßnahmen durchgesetzt (so wurde Studentinnen mit Kopftuch das Betreten von Universitäten verboten), was in der Vergangenheit oft Thema hitziger Debatten war. Die kemalistische Elite betrachtet das Tragen eines Kopftuchs, vor allem bei Studentinnen, als politisches Symbol einer islamistischen Bewegung. Aus deren Sicht geht es bei dem Streit nicht primär um die Freiheitsrechte, sondern um einen ideologischen Kampf des laizistischen Staates gegen die Islamisten, die eine Re-Islamisierung der türkischen Gesellschaft anstreben.
Die Große Kammer des Europäischen Gerichtshofs für Menschenrechte sah am 10. November 2005 das Verbot als vereinbar mit der Europäischen Menschenrechtskonvention an. Sie bestätigte damit das Urteil der ersten Kammer des Gerichts, das am 28. Juni 2004 die Beschwerde einer türkischen Medizinstudentin abwies. Es stelle keine Verletzung des Grundsatzes der Religionsfreiheit dar, wenn einer Studentin mit Kopftuch der Zugang zu einer öffentlichen Hochschule untersagt werde. Die Richter stellten fest, dass das Kopftuch in der Türkei als Symbol einer „extremistischen Bewegung“ eingestuft werde, die sich gegen die verfassungsmäßige Ordnung und die Gleichheit von Mann und Frau richte. Die Türkei verfolge mit dem Verbot die Ziele, die öffentliche Ordnung aufrechtzuerhalten und bürgerliche Freiheitsrechte zu schützen, das Verbot stehe demnach im Einklang mit der Verfassung. In einem Urteil von Februar 2006 bestätigte die zweite Kammer im türkischen Staatsrat das Kopftuchverbot in Bildungseinrichtungen und dehnte das Verbot auch auf die Straßen vor solchen Einrichtungen aus.
Anfang 2008 wurden Überlegungen des türkischen Ministerpräsidenten Erdoğan bekannt, einen neuen Verfassungsartikel zu planen, der das Kopftuch zwar nicht explizit erwähnt, aber dessen Verbot beispielsweise an Universitäten aufhöbe. Die islamisch-konservativ ausgerichtete derzeitige türkische Regierungspartei AKP von Ministerpräsident Erdoğan und die oppositionelle nationalistische MHP einigten sich am 24. Januar 2008 auf ein Ende des Kopftuchverbots an Hochschulen. Entsprechend planten die Parteien, die Artikel 10 und 42 der türkischen Verfassung zu ändern. Diese behandeln die Gleichheit vor dem Gesetz und das Recht auf höhere Bildung. Die kemalistische CHP kritisierte die geplanten Verfassungsänderungen und interpretierte sie als Zeichen, dass die Türkei auf dem Weg in einen islamischen Gottesstaat sei. Am 6. Februar 2008 begannen im türkischen Parlament die Beratungen über die Verfassungsänderung, die im Vorfeld von Demonstrationen gegen die Aufhebung des Verbotes in Ankara begleitet wurden. Drei Tage später wurden die Verfassungsänderungen mit deutlicher Mehrheit (403 gegen 107 beziehungsweise 403 gegen 108 Stimmen) vom Parlament angenommen.
Am 5. Juni 2008 annullierte jedoch das türkische Verfassungsgericht mit neun zu zwei Stimmen diese Verfassungsänderungen. Nach Auffassung der Richter verstießen die Änderungen gegen mehrere Prinzipien der Verfassung, der zufolge die Türkei ein „demokratischer Sozialstaat auf säkularer Grundlage“ sei. Gegen die Gesetzesänderungen der AKP hatte die CHP geklagt. Das Urteil galt Beobachtern als Präjudiz für das Verbotsverfahren gegen die AKP, das Generalstaatsanwalt Abdurrahman Yalçınkaya am 14. März beim Verfassungsgericht eingeleitet hat. Die Begründung lautet, die AKP sei ein „Brennpunkt von Aktivitäten gegen das Prinzip des Laizismus“. Mehrere AKP-Politiker warfen dem Verfassungsgericht in ersten Reaktionen Verfassungsbruch und einen Putsch der Justiz vor.
Bei einer Befragung, die die islamisch-konservative Tageszeitung Zaman im Jahr 2008 durchführen ließ, nahmen insgesamt 7.422 Menschen aus zwölf Provinzen teil. 99,5 Prozent der befragten Kopftuchträgerinnen, 73,1 Prozent der Nicht-Kopftuchträgerinnen und 78 Prozent der befragten Männer sprachen sich für eine Aufhebung des Verbotes aus.
Im Oktober 2010 wurde der „Kopftuchbann“ an türkischen Universitäten abgeschafft. Der Hochschulrat der Türkei gab bekannt, dass Studentinnen bei Verstößen gegen die Kleiderordnung nicht mehr von Vorlesungen ausgeschlossen werden.
Im September 2013 kündigte der türkische Ministerpräsident Recep Tayyip Erdoğan an, das Kopftuchverbot für Frauen im Staatsdienst (außer für Richterinnen, Staatsanwältinnen, militärisches Personal und Polizistinnen) zu beenden.
Am 23. September 2014 teilte die islamisch-konservative Regierung unter Ministerpräsident Ahmet Davutoğlu mit, ab Schulklasse 5 sei nun das Tragen eines Kopftuchs erlaubt.

### Vereinigte Staaten
In den Vereinigten Staaten von Amerika gibt es seit Ende März 2004 einen Streit über das Tragen von Kopftüchern an Schulen. Eine Schulbehörde im Bundesstaat Oklahoma hat ein muslimisches Mädchen wegen Tragens eines Kopftuchs vom Unterricht ausgeschlossen. Das Washingtoner Justizministerium erreichte auf dem Rechtsweg, dass das Mädchen auch mit Kopftuch zur Schule gehen darf.

### Kanada
Gemäß Zensus 2001 lebten 2001 579.740 Muslime in Kanada; 2010 schätzte man 940.000. Das sind gut 3 % der Bevölkerung des Landes.
5 Prozent der Bewohner der Greater Toronto Area sind Muslime; dies ist die höchste Konzentration von Muslimen in einer nordamerikanischen Stadt.
2007 wurde der Fall einer muslimischen 11-Jährigen diskutiert, die bei einem offiziellen Fußballspiel eine Kopfbedeckung tragen wollte. Zunächst wurden sie verboten; 2012 erlaubte die FIFA sie.
In der kanadischen Provinz Québec verbot der Fußballverband der Provinz, beim Fußballspiel eine Kopfbedeckung (z. B. einen Turban) zu tragen. Anlass für das Verbot waren Sikhs, die aus religiösen Gründen Kopfbedeckungen tragen. Der nationale Fußballverband Kanadas (Canadian Soccer Association) bat die FIFA, eine Entscheidung zu der Angelegenheit zu fällen. Im Juni 2013 sprach die FIFA eine Ausnahmegenehmigung aus. Der Sachverhalt ist jedoch nicht endgültig geklärt. Er soll im Oktober sowie im März 2014 im zuständigen FIFA-Gremium International Football Association Board, das grundsätzlich für Fußball-Regeln zuständig ist, diskutiert werden.
Ein im November 2013 der Nationalversammlung von Québec vorgelegter Gesetzentwurf (Loi n° 60) sieht vor, dass Beamte und Angestellte der Provinz keine auffälligen religiösen Zeichen tragen dürfen. Diese Regelung soll Krankenhäuser, Hochschulen sowie staatliche Institutionen wie Polizei oder Justiz und auch vom Staat subventionierte Schulen und Kindergärten mit einschließen.
Am 9. März 2021 wurde in der Nationalversammlung von Québec unter der erst 2018 gewählten Regierung von Premierminister François Legault über den Gesetzentwurf abgestimmt, mit dem Ergebnis: 75 Stimmen dafür und 45 Stimmen dagegen bei Null Enthaltungen. Das Gesetz trat mit Veröffentlichung vom 19. April 2021 im Amtsblatt von Québec offiziell in Kraft.

### Iran
Ab dem 19. September 2022 kam es in der Islamischen Republik Iran zu Massenprotesten, die insbesondere durch den Slogan „Jin, Jîyan, Azadî“, auf Deutsch „Frau, Leben, Freiheit“ bekannt geworden sind und ein Ende der Diktatur der Mullahs forderten. Die feministische Parole in kurdischer Sprache richtet sich gegen die strengen Kleidervorschriften. Die Auslegung der Verschleierungsordnung variierte in den vergangenen Jahrzehnten, je nach amtierendem Staatspräsident und gesellschaftlicher Stimmungslage.
In den ersten Tagen der Schach-WM der Frauen 2020 trug die iranische Schach-Schiedsrichterin Shohreh Bayat ein lockeres Kopftuch, das allerdings je nach Blickwinkel nicht zu sehen war. Nach Kritik in iranischen Staatsmedien forderte der iranische Schachverband sie auf, sich zu entschuldigen und aus Reue ein besonders fromm wirkendes Kopftuch zu tragen, und ließ ihre Bitte um Zusicherung einer sicheren Rückkehr in die Islamische Republik Iran unbeantwortet. Sie entschied daraufhin, vorerst nicht in ihre Heimat zurückzukehren, und legte ihr Kopftuch ganz ab.
Zwei Jahre nach der Islamischen Revolution von 1979 wurden Frauenrechte sukzessive durch den Staat beschnitten, auch grundlegende wie das Erb-, Ehe-, Scheidungs- oder Reiserecht. In diesem Zuge wurde auch die Verschleierung der Frauen angeordnet. So war das gesamte Haar war mit einem Hijab zu bedecken. Über die weite Oberbekleidung und die vorgeschriebenen Hose musste ein Ganzkörperschleier, der Tschador, oder ein Mantel getragen werden. Die Schuhe durften ausschließlich flach und unauffällig sein. Keine bunten, sondern nur gedeckte Farben oder bevorzugt schwarz waren erlaubt. Make-up oder Nagellack waren verboten. So waren bereits Kinder ab einem Alter von neun Jahren im gesamten öffentlichen Raum nur noch verschleiert anzutreffen, in der Schule bereits ab der ersten Klasse.
In der seit 1979 bestehenden Islamischen Republik Iran gibt es einen allgemeinen Zwang, das Kopftuch oder eine vergleichbare Form des Hidschab in der Öffentlichkeit zu tragen, nicht nur in Institutionen, sondern auch im Alltagsleben. Auf privaten, von außen nicht einsehbaren Geländen und in Wohnungen darf das Kopftuch entfernt werden. In Iran ist es (wie auch in Saudi-Arabien) auch Ausländerinnen (etwa Touristinnen) vorgeschrieben, ein Kopftuch zu tragen.
In der Zeit vor der Islamischen Revolution wurde unter Reza Schah Pahlavi im Jahr 1937 ein gesetzliches Verbot, den Tschador zu tragen, erlassen und mit polizeilichen Zwangsmaßnahmen durchgesetzt. Sein Sohn Mohammad Reza Pahlavi ließ das Verbot des Tragens des Tschadors aufheben, um den Forderungen der Geistlichkeit entgegenzukommen.
Im Dezember 2024 verabschiedete das iranische Parlament ein Kopftuchgesetz, welches die Verweigerung öffentlicher Dienstleistungen, Ausreiseverbote und gegebenenfalls Haftstrafen für Frauen vorsieht, die gegen die Kopftuchpflicht verstoßen. Angesichts von Protesten im In- und Ausland und der Befürchtung, dass die Umsetzung des Gesetzes zu Unruhen führen könnte, legte Präsident Massud Peseschkian sein Veto ein, um den Gesetzesentwurf von dem iranischen Sicherheitsrat erneut überprüfen zu lassen.

### Ägypten
In der Arabischen Republik Ägypten waren Kopftücher bei Frauen im staatlichen Fernsehen über 50 Jahre lang verboten. Nach dem Sturz Hosni Mubaraks und dem Wahlsieg der Muslimbrüder änderte sich dies im September 2012, als mit Fatma Nabil erstmals eine Moderatorin mit einem Hidschab die Nachrichten moderierte.
Gegen das Tragen von Ganzkörperverschleierung erhob sich in Ägypten heftiger Protest, die Azhar erklärte Ganzkörper- und Gesichtsschleier bereits 2009 für unislamisch. Die weltliche Universität Kairo verbot im Jahr 2015 ihren Professorinnen das Tragen eines Gesichtsschleiers.

### Algerien
Während des Algerienkriegs legten auf einer profranzösischen Kundgebung am 16. Mai 1958 einige Dutzend algerische Frauen demonstrativ ihren Ganzkörperschleier, den „Haïk“, ab. Die Aktion wurde von einer karitativen Frauenorganisation unter der Führung der Ehefrau des französischen Generals Raoul Salan organisiert. Anschließend legten viele algerische Frauen ihre Verschleierung wieder an. Frantz Fanon wertete dies in seinem Buch Sociologie d’une révolution als positives Identitätssymbol:

„Nach dem 13. Mai 1958 wird der Schleier von vielen Frauen wieder angelegt, aber er ist endgültig seiner traditionellen Dimension entkleidet. Es besteht also eine historische Dynamik des Schleiers, die sehr konkret im Ablauf der Kolonisierung Algeriens fassbar ist. Der Schleier ist ein Mechanismus des Widerstands.“

Vermeintliche Teilnehmerinnen an dieser Aktion wurden nach der algerischen Unabhängigkeit im Zuge von „Moralisierungsaktionen“ gesucht und verfolgt. Aus Protest gegen die nach der Unabhängigkeit fortbestehende Benachteiligung verbrannten bei einer Demonstration im Jahr 1963 Frauen ihre Hidschābs. Von März bis Juni 1989 führten verschiedene islamistische Gruppen Kampagnen für das Tragen des Hidschābs durch. Gegen den zunehmenden öffentlichen Druck organisierten sieben Frauenverbände wiederholte Gegendemonstrationen, eine Petition von 200 Intellektuellen wandte sich öffentlich gegen den Anstieg der Intoleranz.

### Tunesien
1924 verlangte Mannubiya Al Wirtani, ein Mitglied der französischen SFIO, in einer öffentlichen Ansprache die Emanzipation der Frau, ihre intellektuelle Ausbildung und Entschleierung. 1929 entledigte sich zum ersten Mal eine Tunesierin, Habiba Al Minsari, im Verlauf einer Ansprache öffentlich ihres Gesichtsschleiers. Der damalige Anführer der tunesischen Unabhängigkeitsbewegung und spätere Staatschef Bourguiba wandte sich damals noch gegen eine Entschleierung der Frau, weil der Schleier Ausdruck der von Frankreich bedrohten tunesischen Identität sei. In der Folgezeit engagierte sich der Schriftsteller At-Tāhir al-Haddād für die Gleichstellung der Frau und gegen ihre Verschleierung, die damals in Tunesien in der Form des Ganzkörperschleiers (Niqab und Abaya) erfolgte.

„Der Schleier macht es der Frau unmöglich, den Sonnenschein zu geniessen, sportlichen Aktivitäten nachzukommen und während der vier Jahreszeiten von der Natur zu profitieren“

Der Schleier sei ursprünglich ein Stammesbrauch gewesen, er werde in Städten und Dörfern, nicht aber in der Wüste getragen, wo die Menschen ihren Instinkten folgten. Er sei ein grausamer Brauch, der kleinen Mädchen die Vorstellung vermittle, sie seien nicht vertrauenswürdig. Außerdem schränke er die Partnerwahl ein, weil der Mann sich bei der Brautwahl nur an den häufig zu überschwänglichen Beschreibungen der Frau durch die Familie der Braut orientieren könne. Die Wirklichkeit sei dann oft enttäuschend, was zu unglücklichen Ehen und vielen Scheidungen führe. Das Ablegen des Schleiers sei mit Vorteilen für beide Geschlechter verbunden.
Das Tragen von Niqabs ist in Tunesien bis heute verboten. 1981 verbot der damalige Staatschef Bourguiba auch das Tragen von Hidschābs in öffentlichen Gebäuden. Sein Nachfolger Ben Ali versuchte, im „Zirkular 102“ weitergehende Verbote des Tragens von Hidschābs durchzusetzen; ein tunesisches Gericht erklärte dieses Zirkular aber für nicht verfassungsgemäß.

### Volksrepublik China
Im April 2017 wurde den muslimischen Uiguren in der Provinz Xinjiang per Gesetz das Tragen von Kopftüchern im Land verboten.

## Europäischer Gerichtshof
Im Mai 2016 schätzte die Generalanwältin vor dem Europäischen Gerichtshof (EuGH) ein Kopftuchverbot durch private Arbeitgeber für zulässig ein, wenn das Kopftuch als religiöses Zeichen verwendet werde. Ein solches Verbot könne dann zum Tragen kommen, wenn es allgemeine betriebliche Regelungen gebe, in denen das Zeigen von politischen, philosophischen und religiösen Zeichen am Arbeitsplatz untersagt sei. Während ein Arbeitnehmer sein Geschlecht, seine Hautfarbe, seine ethnische Herkunft, die sexuelle Ausrichtung, das Alter oder eine Behinderung nicht ablegen könne, sobald er die Räumlichkeiten seines Arbeitgebers betrete, könne ihm bezüglich der Religionsausübung am Arbeitsplatz „eine gewisse Zurückhaltung zugemutet werden“, hieß es in der Zusammenfassung des EuGH zur Einschätzung der Generalanwaltschaft. Am 14. März 2017 urteilte der EuGH, dass ein Kopftuchverbot durch private Arbeitgeber zulässig sei, wenn weltanschauliche Zeichen generell in dem Unternehmen verboten seien und es gute Gründe gebe. Im Juli 2021 entschied der EuGH, dass es nach EU-Recht für Unternehmer möglich sei, das Tragen eines Kopftuchs zu untersagen. Bedingung sei, dass jegliche weltanschauliche Symbole im Betrieb verboten seien. Zudem könne nationales Verfassungsrecht, wie das zur Religionsfreiheit, bei der Abwägung über die Zulassung einer solchen mittelbaren Diskriminierung einbezogen werden. Aus nationalem Verfassungsrecht würden sich also nach Auffassung des EuGH auch andere (sprich höhere) Voraussetzungen für eine solche Behandlung von Arbeitnehmern ergeben können.
Am 28. November 2023 entschied der Europäische Gerichtshof, das bei staatlichen Behörden den Mitarbeitern das Tragen eines Kopftuches während der Arbeitszeit verboten werden dürfe. Denn es dürfe das sichtbare Tragen von Zeichen, die weltanschauliche oder religiöse Überzeugungen erkennen lassen, verboten werden, um ein vollständig neutrales Verwaltungsumfeld zu schaffen. Damit die Regel nicht diskriminierend sei, müsse sie sie allgemein und unterschiedslos auf das gesamte Personal dieser Verwaltung angewandt werden und sich auf das absolut Notwendige beschränken.